# Carl Ludwig Hofmeister

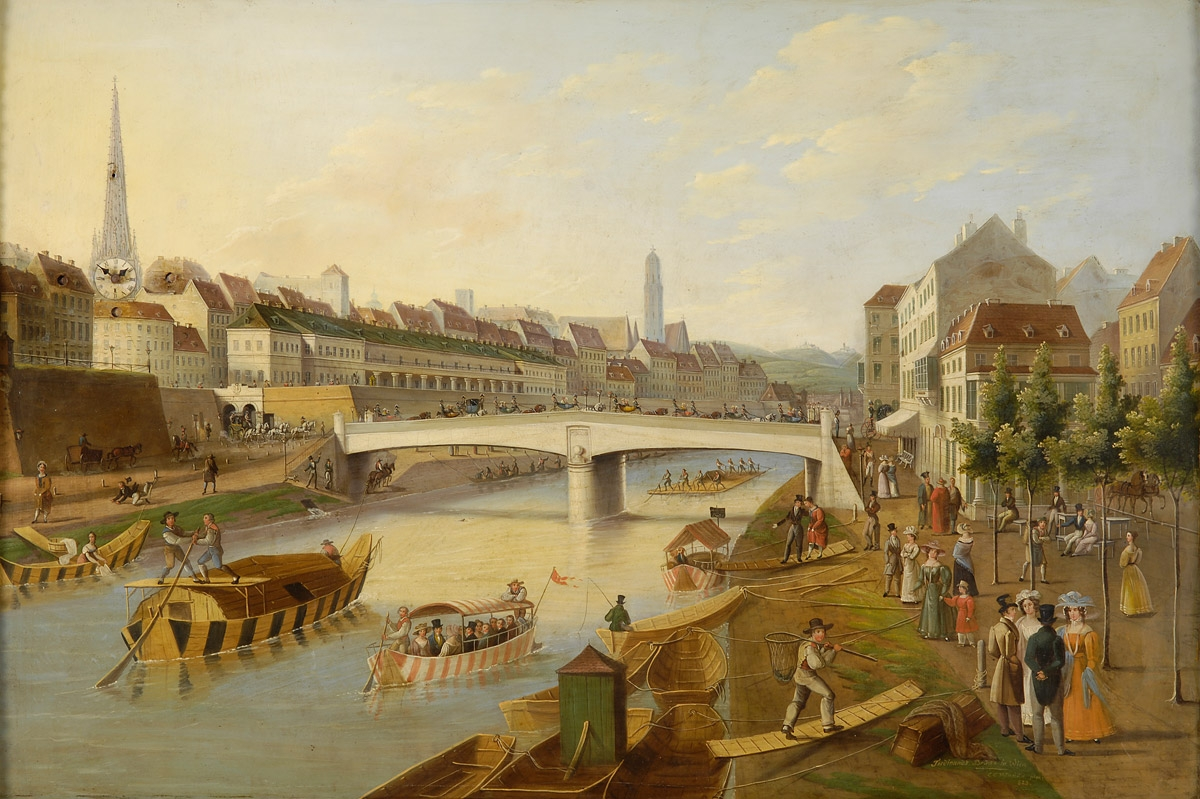
Carl Ludwig Hofmeister: Die Ferdinandsbrücke in Wien, 1822

Carl Ludwig Hofmeister (auch: Hoffmeister), (* 1790 in Wien; † 1843 ebenda) war ein österreichischer Maler von Wiener Bilderuhren.

## Werk
Die Stadtansichten und Landschaftsdarstellungen des Biedermeiermalers und seiner Werkstatt zeigen, in Ölmalerei auf Metall, vorrangig Wiener Motive. Es gibt aber auch Veduten anderer Städte und Gegenden (beispielsweise Baden bei Wien, Salzburg, Dresden, Pirna, der Rheinfall bei Schaffhausen etc.). Die Zifferblätter der mit dem Bild verknüpften Uhren sind ins Bild integriert und eher klein gehalten. Sie sind zumeist als Turmuhr ausgeführt. Die hofmeisterschen Bilderuhren vereinen anekdotischen Reiz mit technischer Spielerei und werden relativ hochpreisig gehandelt.

## Bilder

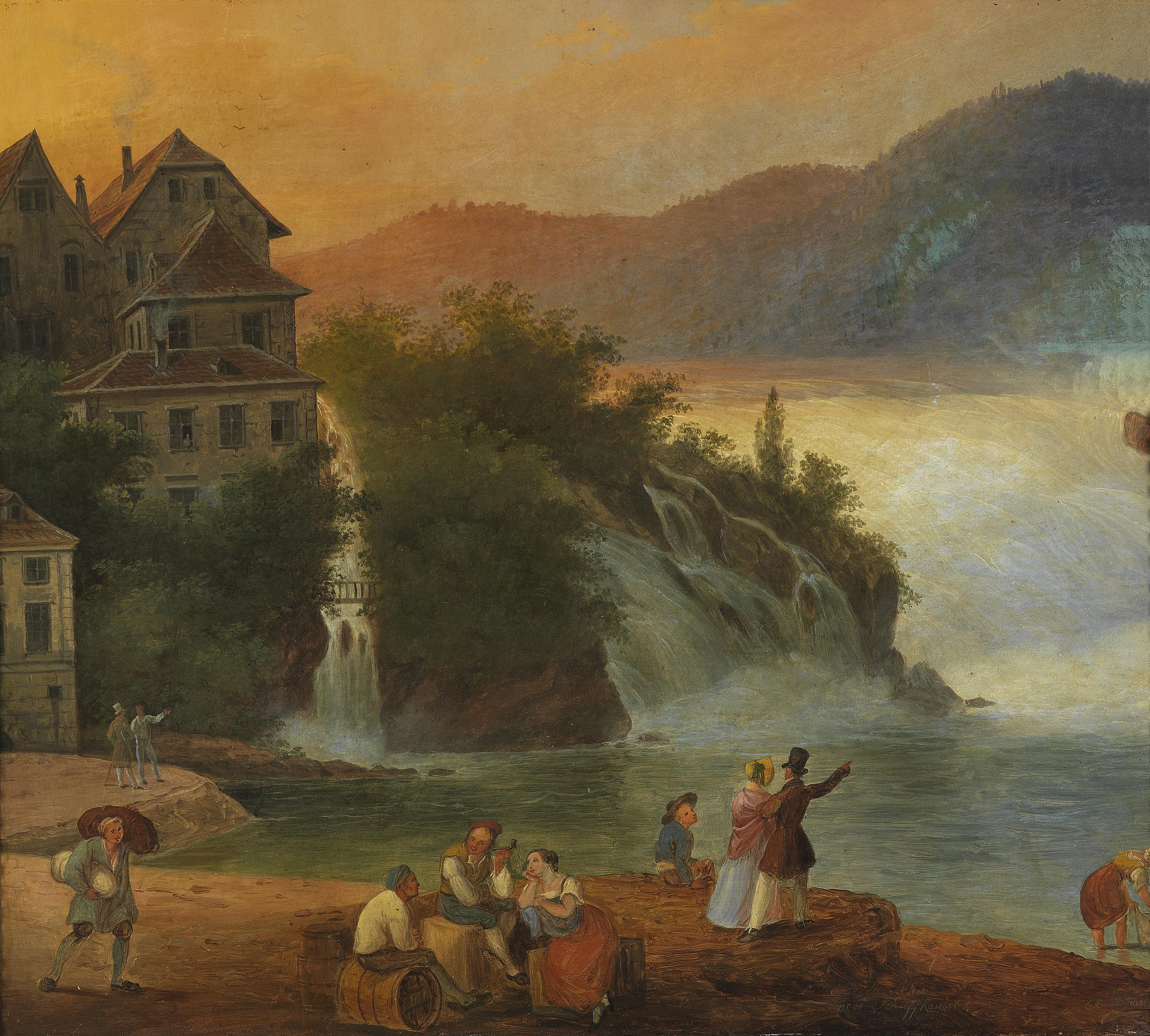
C.L. Hofmeister: Der Rheinfall
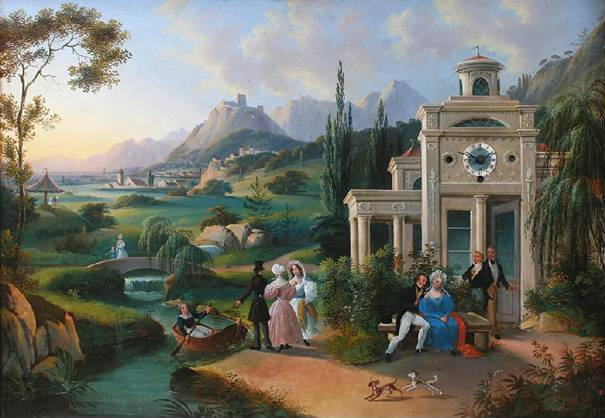
Ansicht von Baden bei Wien
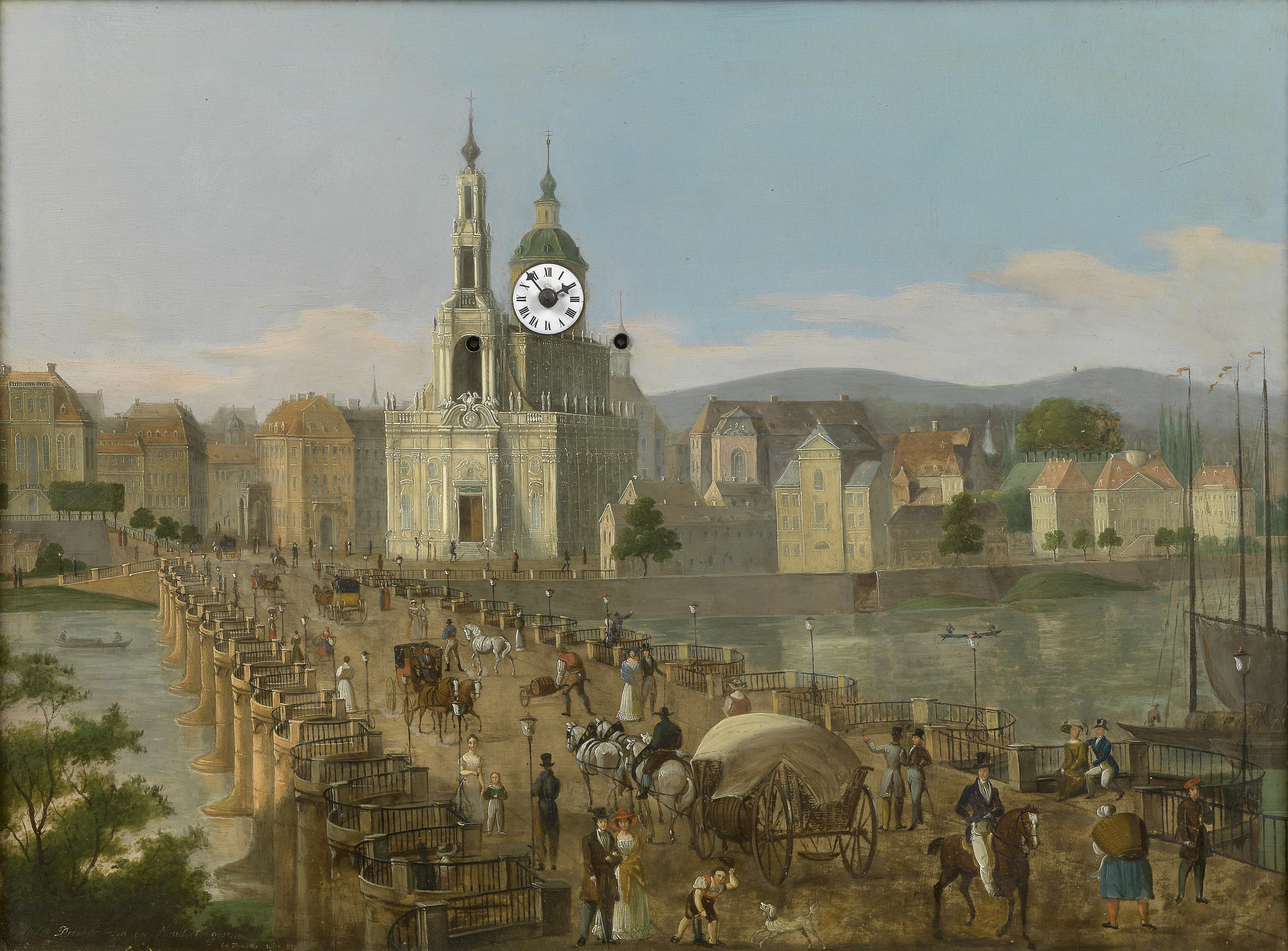
Ansicht von Dresden
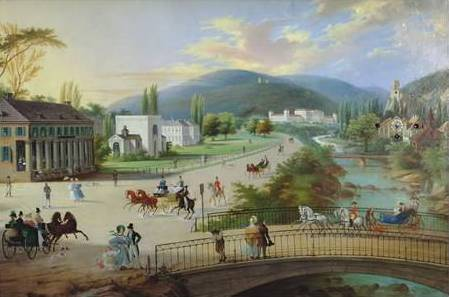
Scheiners Kaffeehaus in Baden (mit der Weilburg)